# 新田老駅
新田老駅（しんたろうえき）は、岩手県宮古市田老にある、三陸鉄道リアス線の駅である。
駅の愛称は「真崎の紺青」。

## 歴史
田老地区では東日本大震災後、防災集団移転促進事業、土地区画整理事業が行われた。そのため、田老中心部に近く、近隣に災害公営住宅や三王団地が造成され人口が回復傾向にある地域に新駅の設置が検討され、宮古市田老総合事務所の移転にあわせて併設された。
新駅整備にあたっては幹線鉄道等活性化事業費補助（形成計画事業）を活用し、第三セクターである三陸鉄道を主体として、国（鉄道・運輸機構経由）および地方公共団体の補助金を財源として事業が進められた。

### 年表
- 2018年（平成30年）
  - 1月4日 - 2月20日：駅の愛称が募集される[7]。
  - 3月28日：駅愛称が「真崎の紺青」に決定[5]。
  - 7月12日：田老駅 - 摂待駅間への新田老駅設置の認可[2]。
- 2020年（令和2年）5月18日：開業[1][8]。

## 駅構造
築堤上に単式ホーム1面1線を有する地上駅である。
当駅は宮古市の田老総合事務所新庁舎と一体となって整備され、当庁舎の3階部に駅ホームがある。1階・2階には地元の行政機関や商工団体、金融機関（宮古信用金庫）が入居し、駅と共に地域の活性化や住民交流の拠点として活用されている。また、エレベーターが完備され、バリアフリーの駅となっている。

## 利用状況
「宮古市の統計」によると、2021年度（令和3年度）の1日平均乗車人員は21人である。
開業後以降の推移は以下のとおりである。
| 乗車人員推移       | 乗車人員推移     | 乗車人員推移 |
| 年度               | 1日平均 乗車人員 | 出典         |
| ------------------ | ---------------- | ------------ |
| 2020年（令和02年） | 9                | [ 統計 2 ]   |
| 2021年（令和03年） | 21               | [ 統計 1 ]   |

## 駅周辺
- 国道45号
- 宮古市立田老第一小学校
- 宮古市立田老第一中学校
- 田老郵便局
- 田老野球場
- 道の駅たろう
- たろう観光ホテル（震災遺構）
- 宮古市田老公民館
- 田老町漁業協同組合
- 三王岩
- 真崎海岸

### バス路線
駅前に田老地域バス（たろちゃんバス）「新田老駅」停留所がある。駅から東へ少し離れた所を通る国道45号沿いには、岩手県北バスの「小林」・「田老中町」各停留所がある。

## 隣の駅
三陸鉄道
■リアス線
田老駅 - 新田老駅 - 摂待駅

#### 記事本文
1. 1 2 3 4 5  “新田老駅開業にともなう乗車券等の営業についてのお知らせ”.   三陸鉄道 (2020年5月2日). 2020年5月7日時点のオリジナルよりアーカイブ。2020年5月7日閲覧。
2. 1 2  『三陸鉄道北リアス線の新駅設置を認可しました。〜駅名「新田老駅」〜』（PDF）（プレスリリース）国土交通省東北運輸局、2018年7月12日。オリジナルの2018年8月1日時点におけるアーカイブ。2020年2月4日閲覧。
3. 1 2 3  「三鉄新駅、5月18日開業 岩手・宮古「新田老」」『産経新聞』2020年2月3日。オリジナルの2020年2月4日時点におけるアーカイブ。2020年2月4日閲覧。
4. 1 2 3 4  「「新田老駅」5月18日開業 三鉄、宮古市総合事務所と一体整備」『岩手日報』2020年2月4日。オリジナルの2020年2月4日時点におけるアーカイブ。2020年2月4日閲覧。
5. 1 2  『山田線移管区間等駅愛称選考結果の発表について』（プレスリリース）三陸鉄道、2018年4月2日。オリジナルの2018年4月8日時点におけるアーカイブ。2024年9月22日閲覧。
6. ↑  “鉄道助成ガイドブック”.   鉄道建設・運輸施設整備支援機構 (2018年). 2018年10月14日時点のオリジナルよりアーカイブ。2020年8月29日閲覧。
7. ↑  『駅愛称公募のお知らせ』（プレスリリース）三陸鉄道、2017年12月28日。オリジナルの2017年12月28日時点におけるアーカイブ。2024年9月22日閲覧。
8. ↑  “三陸鉄道新田老駅が開業 人口回復、利便性向上狙い”. 岩手日報. (2020年5月18日).  オリジナルの2020年5月18日時点におけるアーカイブ。 2020年5月18日閲覧。

#### 利用状況
1. 1 2  “第8章 運輸・通信” (PDF). 宮古市の統計 令和4年版.   宮古市 (2023年4月1日). 2024年1月11日閲覧。
2. ↑  “8 運輸・通信” (PDF). 宮古市の統計 令和3年版.   宮古市. p. 50 (2022年3月31日). 2022年7月9日閲覧。